# Elecciones legislativas de Kazajistán de 2007
El 18 de agosto de 2007 se celebraron elecciones legislativas de los Mazhilis en Kazajistán en las que el partido del presidente Nursultan Nazarbayev obtuvo una abrumadora mayoría. Los Mazhilis son la Cámara baja del Parlamento de Kazajistán.
Fuentes oficialistas calificaron a la contienda como "un verdadero paso adelante hacia la democracia", sin embargo, grupos de oposición internos y externos la tildaron de fraudulenta.

## Resultados
Según datos oficiales, los resultados fueron los siguientes:
| Partido político                           | Votos     | Porcentaje | Representantes |
| ------------------------------------------ | --------- | ---------- | -------------- |
| Nur Otan                                   | 5.174.169 | 88,05%     | 98             |
| Partido Socialdemócrata Nacional           | 271.525   | 4,62%      | -              |
| Partido Democrático Ak Zhol                | 192.155   | 3,27%      | -              |
| Partido Socialdemócrata del Pueblo         | 93.023    | 1,58%      | -              |
| Partido Comunista del Pueblo de Kazajistán | 77.274    | 1,31%      | -              |
| Partido de los Patriotas                   | 44.175    | 0,75%      | -              |
| Partido Rukhaniyat                         | 24.308    | 0,41%      | -              |

El nivel de participación fue de 64.56% del total de votantes inscriptos.